# Corwin
Corwin és una vila dels Estats Units a l'estat d'Ohio. Segons el cens del 2000 tenia 256 habitants.

## Demografia
Segons el cens del 2000, Corwin tenia 256 habitants, 100 habitatges, i 83 famílies. La densitat de població era de 329,5 habitants per km².
Dels 100 habitatges en un 30% hi vivien nens de menys de 18 anys, en un 70% hi vivien parelles casades, en un 7% dones solteres, i en un 17% no eren unitats familiars. En el 16% dels habitatges hi vivien persones soles el 4% de les quals corresponia a persones de 65 anys o més que vivien soles. El nombre mitjà de persones vivint en cada habitatge era de 2,56 i el nombre mitjà de persones que vivien en cada família era de 2,81.
Per edats la població es repartia de la següent manera: un 20,7% tenia menys de 18 anys, un 6,3% entre 18 i 24, un 35,5% entre 25 i 44, un 25% de 45 a 60 i un 12,5% 65 anys o més.
L'edat mediana era de 37 anys. Per cada 100 dones de 18 o més anys hi havia 99 homes.
La renda mediana per habitatge era de 51.875 $ i la renda mediana per família de 50.000 $. Els homes tenien una renda mediana de 28.625 $ mentre que les dones 20.833 $. La renda per capita de la població era de 18.414 $. Aproximadament el 6,8% de les famílies i l'11,2% de la població estaven per davall del llindar de pobresa.

## Poblacions properes
El següent diagrama mostra les poblacions més properes.